# Hồng Khám

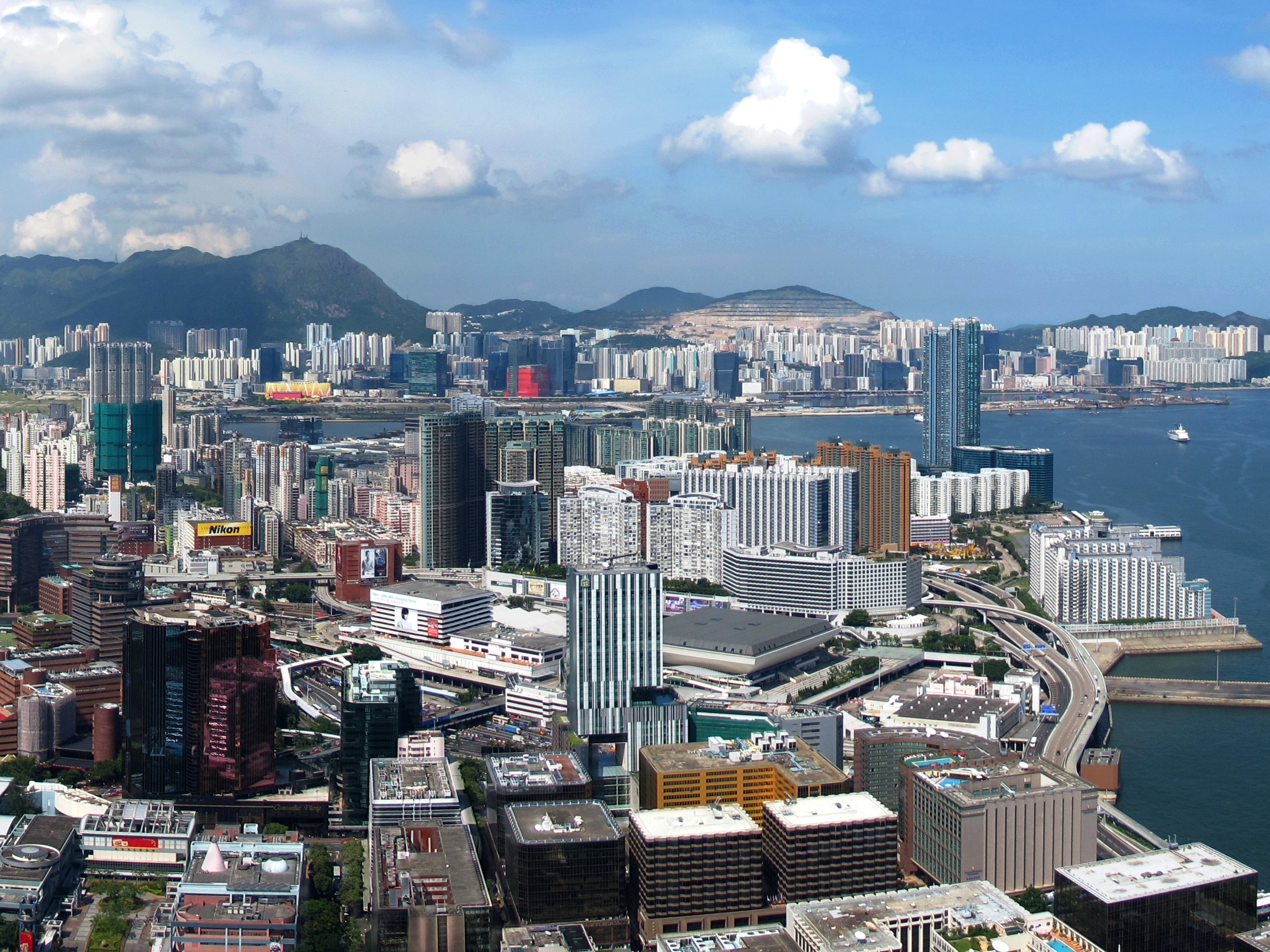
Hồng Khám nhìn từ Tiêm Sa Chủy

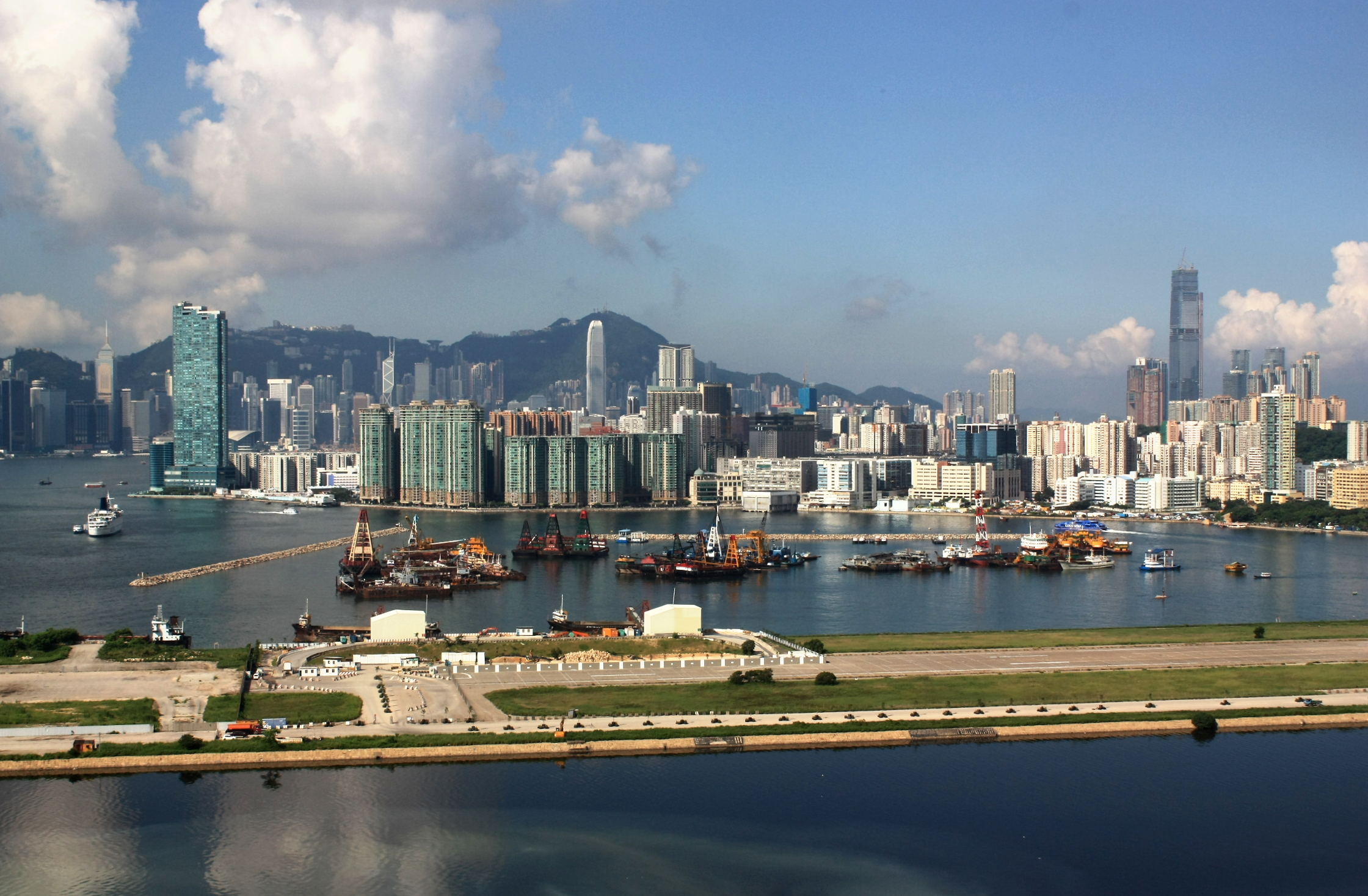
Dãy nhà cao tầng ở Hồng Khám năm 2009, nhìn từ phía đông (Kwun Tong). Dải đất phía trước là đường băng cũ của sân bay Kai Tak đã ngưng hoạt động

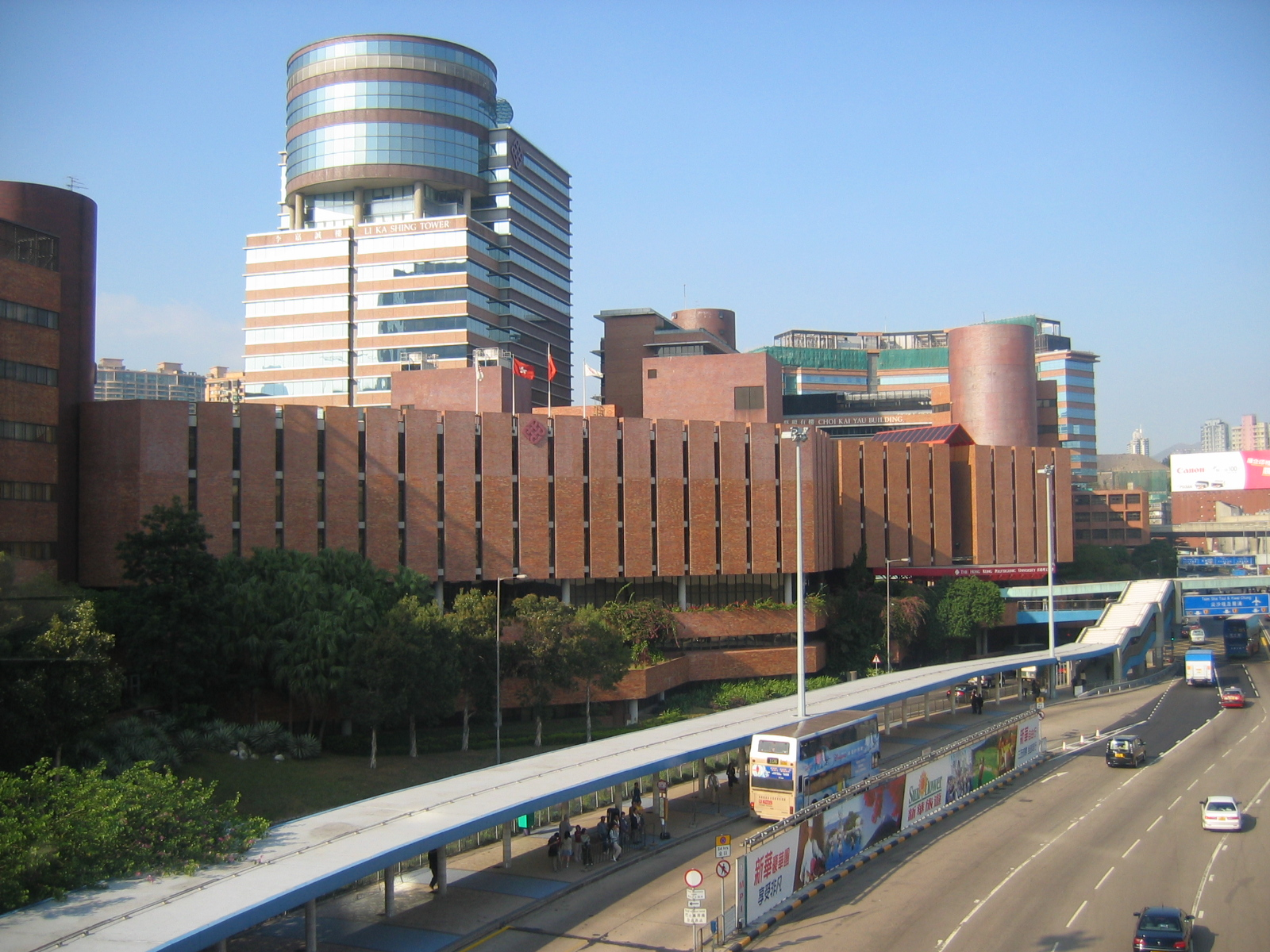
Đại học Bách khoa Hồng Kông và đường Hong Chong

Hồng Khám (phát âm tiếng Quảng Đông: [hȍŋ hɐ̄m]) là một khu vực của Cửu Long, ở Hong Kong, về hành chính thuộc Cửu Long Thành, với một phần phía tây của Nhà ga tàu điện tuyến Tây Hồng Khám ở Du Tiêm Vượng (油尖旺區). Hồng Khám chủ yếu là khu vực dân cư, nhưng nó được trộn lẫn với một số tòa nhà công nghiệp ở phía bắc.

## Địa lý
Hồng Khám nằm ở phía đông nam của Bán đảo Cửu Long. Nó giáp với Cảng Victoria ở phía nam, Công viên Vua ở phía tây, Hung Hom Bay ở phía đông, No. 12 Hill, Hok Yuen và thung lũng Lo Lung Hang.
ở phía Bắc.

## Lịch sử
Ban đầu, Hồng Khám nhỏ hơn nhiều so với bối cảnh ngày nay. Vịnh Hồng Khám đã là một phần đất lấn biển nhiều lần kể từ năm 1850, do đó mở rộng diện tích của Hồng Khám. Rumsey Rock, trước đây nằm trong vịnh, đã bị chôn vùi trong quá trình lấn biển. Sau đó, một thị trấn được phát triển về phía đông song song với Hong Kong và Whampoa Dock.
Hồng Khám được đổi tên thành "Quận Yamashita" trong thời gian Nhật chiếm đóng từ 1941 đến 1945. Nó là một trong những địa điểm hiếm hoi ở đây được đổi tên.